# Freiheit
Freiheit (Libertad), también conocida como Spaniens Himmel o Die Thälmann-Kolonne, es una canción escrita en 1936 por el matrimonio alemán Gudrun Kabisch y Paul Dessau. La canción fue escrita para las Brigadas Internacionales, pero más tarde se convirtió en un estándar popular en Alemania y en las comunidades comunistas y de música popular de los Estados Unidos. El título se traduce como Libertad en español.

## Historia
La canción fue escrita como un himno para los voluntarios alemanes que formaron el Batallón Thälmann de las Brigadas Internacionales, y originalmente fue llamada Die Thälmann-Kolonne o Spaniens Himmel (Cielos españoles). El compositor Dessau y la letrista Kabisch, ambos antifascistas, compusieron la canción mientras vivían en el exilio en París y usaron los seudónimos Peter Daniel y Karl Ernst, nombres que aún aparecen en las versiones impresas de las letras. No fue la primera canción política de Dessau, aunque si fue la primera en la que aboga explícitamente por los comunistas.
Musicalmente es una marcha, y la letra hace referencia a la lucha de los combatientes antifranquistas, y a una más general por la idea de libertad. La lucha en España se sitúa en el contexto de la lucha universal contra el fascismo, y el coro hace referencia directa a la situación en Alemania durante el período del nacionalsocialismo. Este se puede parafrasear como "El hogar está lejos, pero estamos listos / Luchamos y ganamos para ti: ¡libertad!"

## Letra
Spaniens Himmel breitet seine Sterne
Über unsre Schützengraben aus;
Und der Morgen grüßt schon aus der Ferne,
Bald geht es zum neuen Kampf hinaus.
Die Heimat ist weit,
Doch wir sind bereit,
Wir kämpfen und siegen für dich:
Freiheit!
Dem Faschisten werden wir nicht weichen,
Schickt er auch die Kugeln hageldicht.
Mit uns stehen Kameraden ohne gleichen
Und ein Rückwärts gibt es für uns nicht.
Die Heimat ist weit,
Doch wir sind bereit,
Wir kämpfen und siegen für dich:
Freiheit!
Rührt die Trommel. Fällt die Bajonette.
Vorwärts marsch. Der Sieg ist unser Lohn.
Mit der roten Fahne brecht die Kette.
Auf zum Kampf das Thälmann Bataillon.
Die Heimat ist weit,
Doch wir sind bereit,
Wir kämpfen und siegen für dich:
Freiheit!

## Versiones
La canción fue popularizada entre los combatientes antifascistas alemanes en España por el cantante y miembro de Brigadas Internacionales Ernst Busch y más tarde se convirtió en un himno extraoficial de la RDA. La grabación de la canción por parte de Busch se popularizó más tarde en América del Norte después de que se lanzó como una canción en el set de tres discos Six Songs for Democracy (Seis canciones para la Democracia) por la Keynote Records a partir de 1938. Más tarde, fue grabada por Pete Seeger y se convirtió en parte de su repertorio en vivo.
La canción fue cantada como un réquiem por el músico disidente Wolf Biermann como una parodia crítica de "el estancamiento de la socialista ideal" en la RDA de los años 1960 y 1970.
| Año  | Título                                                                                        | Intérprete                                     | Género | Sello    | Nº de catálogo |
| ---- | --------------------------------------------------------------------------------------------- | ---------------------------------------------- | ------ | -------- | -------------- |
| 1938 | Six Songs for Democracy                                                                       | Ernst Busch                                    | Folk   | Keynote  | 101            |
| 1961 | Songs Of The Spanish Civil War, Vol. 1: Songs Of The Lincoln Brigade, Six Songs For Democracy | Pete Seeger and Group & Ernst Busch and Chorus | Folk   | Folkways | FH 5436        |
| 1968 | Wimoweh And Other Songs Of Freedom And Protest                                                | Pete Seeger                                    | Folk   | Folkways | FTS 31018      |
| 1976 | Es Gibt Ein Leben Vor Dem Tod                                                                 | Wolf Biermann                                  | Folk   | CBS      | CBS 81 259     |

## En otros medios
- La canción es parte de la banda sonora de la película de 1955 Ernst Thälmann - Führer seiner Klasse, un biopic de líder comunista Ernst Thälmann, y se reproduce en un montaje de escenas ambientadas durante la guerra en España.